# Karl König
Karl König (Bécs, 1902. szeptember 25. — Überlingen, Baden-Württemberg tartomány, 1966. március 27.) osztrák gyermekorvos, orvos-gyógypedagógus, antropozófus és szerző. Ő alapította a nemzetközi Camphill mozgalmat.

## Életpályája
Zsidó származású osztrák családban született, atyja cipőkereskedést működtetett. Karl König Bécsben végezte iskoláit, orvosi diplomát szerzett. Szakmai kapcsolatba került  Ita Wegmannal, az antropozofikus orvoslás alapítóinak egyikével. Megismerte az antropozófiai medicinát és a Waldorf-pedagógiát., Svájcban járt tanulmányúton. 1929-ben egy alsó-sziléziai gyermekotthonban működött, itt nősült meg, majd Bécsbe települt haza, s gyermekorvosi rendelőt működtetett.
A náci-megszállás miatt 1938-ban Bécsből Skóciába emigrált feleségével, gyermekeivel együtt. Itt 1939-ben megalapította a Camphill-mozgalmat, amelynek alapgondolata a fogyatékos és nem fogyatékos gyermekek/felnőttek családszerű tartós életközösségeinek a kialakítása és szociális törvényszerűségeinek kutatása. Napjainkban mintegy 100 ilyen intézmény (telep, falu) működik a világon; ezekben a mindennapi élethez szükséges munkák mellett (mint a kertészkedés, állattartás, élelmiszer-feldolgozás, egyszerűbb kézműves foglalkozások, stb.) nagy szerepet kapnak a művészetterápiák, a szocializáció segítése, a gyógypedagógusok által való képzés.
1940-ben Karl Königet internáló táborba vitték, de egy év múlva szabadon engedték, ismét folytathatta orvosi-pedagógiai és kutatói tevékenységét, s a Camphill-mozgalom szervezését. 1964-ben települt át Németországba, a Boden-tó partjának közelébe, Überlingenbe, két év múltán itt hunyt el.
Köteteit több nyelvre lefordították, magyar nyelven is jelent meg kötete.

## Köteteiből
- Die ersten drei Jahre des Kindes. Stuttgart, 1957.;
- Die Contergan-Katastrophe. Freiburg, 1963.;
- Heilpädagogische Diagnostik. Arlesheim, 1972.

## Kötete magyar nyelven
- The human soul (magyar) Emberlélek / Karl König. Budapest : Casparus, cop. 2011. 152 p.

## Fordítás
- Ez a szócikk részben vagy egészben a Karl König (Heilpädagoge) című német Wikipédia-szócikk ezen változatának fordításán alapul.  Az eredeti cikk szerkesztőit annak laptörténete sorolja fel. Ez a jelzés csupán a megfogalmazás eredetét és a szerzői jogokat jelzi, nem szolgál a cikkben szereplő információk forrásmegjelöléseként.